# Wolfgang Petermann
Wolfgang Petermann (* 6. März 1919 in Chemnitz; † unbekannt) war ein deutscher Kaufmann und Politiker der DDR-Blockpartei National-Demokratische Partei Deutschlands (NDPD). 
Petermann war der Sohn eines Kaufmanns. Am 12. Dezember 1937 beantragte er die Aufnahme in die NSDAP und wurde rückwirkend zum 1. September desselben Jahres aufgenommen (Mitgliedsnummer 5.505.370). Nach einer kaufmännischen Ausbildung wurde er Betriebsleiter und Komplementär der Firma Emil F. Schmidt KG, Karl-Marx-Stadt. Er trat der nach dem Zweiten Weltkrieg in der Sowjetischen Besatzungszone gegründeten NDPD bei. Bei den Wahlen zur Volkskammer war Petermann Kandidat der Nationalen Front der DDR. Von 1963 bis 1967 war er Mitglied der NDPD-Fraktion in der Volkskammer der DDR.